# Roberto Gimmelli
Roberto Gimmelli (* 16. Juli 1982 in Canosa di Puglia) ist ein italienischer ehemaliger Fußballspieler auf der Position eines Verteidigers. In seiner Karriere spielte er meist in der Liga C oder D.